# Чигиринский переулок (Киев)
Чигиринский переулок (укр. Чигиринський провулок) — переулок в Подольском районе города Киева, местность Ветряные горы. Пролегает от Межевой улицы до тупика у дома № 22А переулка Александра Бестужева.

## История
Возникла в середине XX века под названием 217-я Новая улица. В у получила Современное название — с 1955 года
Переулок официально ликвидирован в 1978 году. В 2010-х года переулок вновь появился в официальных документах и присутствует на картах и справочниках.

## Застройка
Застройка улицы жилая — представлена одним пятиэтажным домом (№ 3), возведён в 1959 году (серии 1-480-19А, хрущевка). Другие дома переулка относятся к улице Межевая.